# راک آیلند (فورت لاندردیل)
راک آیلند (به انگلیسی: Rock Island) یک منطقهٔ مسکونی در ایالات متحده آمریکا است که در شهرستان براوارد، فلوریدا واقع شده‌است. راک آیلند ۱٫۶ کیلومتر مربع مساحت و ۳٬۰۷۶ نفر جمعیت دارد و ۱ متر بالاتر از سطح دریا قرار دارد.